# Die blinde Spinne
Die blinde Spinne (Originaltitel: No Road Back) ist ein britischer Kriminalfilm von Regisseur Montgomery Tully aus dem Jahr 1957 mit Skip Homeier, Paul Carpenter, Patricia Dainton und Norman Wooland in den Hauptrollen. Der Film wurde von Gibraltar Films Ltd. produziert. In Nebenrollen spielen Alfie Bass und Sean Connery.

## Handlung
Mrs. Railton, die blind und taub ist, führt als Besitzerin einer Diskothek ein eisernes Regiment. Um die medizinische Erziehung ihres Sohnes John zu finanzieren, ist ihr jedes Mittel recht. Wie eine blinde Spinne in ihrem Netz führt sie eine Bande von Diamantendieben. Als John von der Schule zurückkommt will seine Mutter einen letzten großen Coup landen. Doch die Dinge laufen unvorhersehbar aus dem Ruder. Ein Wachmann wird während eines Überfalls getötet. John wird von seiner Mutter über ihre Komplizenschaft in Kenntnis gesetzt, woraufhin die Situation völlig eskaliert.

## Kritiken
„Eine blinde und taube Dame stiehlt und mordet - aus Liebe zu ihrem Sohn - an der Spitze einer Diebesbande. Durchschnittskrimi ohne große Spannung.“

## Produktionsnotizen
Die musikalische Leitung hatte Philip Martell. Der Tonschnitt stammt von W.H. Lindop, die Kostüme lieferte Evelyn Gibbs, die Bauten schuf John Stoll. George Claff sowie Nina Broe zeichneten für Masken und Frisuren verantwortlich. Die Produktionsleitung hatte Robert E. Dearing. Drehorte des Films waren die Nettlefold Studios, Walton-on-Thames, in der Grafschaft Surrey in England.